# Gaia (jméno)
Gaia je ženské křestní jméno. Jméno má řecký původ, znamenající země. Jmeniny má 24. prosince.
Gaia byla matka bohyně, která vládla celé zemi. Byla Uranova družka a matka Titánů a Kyklopů.

## Domácké podoby
Gaienka, Gaiana, Gaiuška, Gai, Gaiečka

## Známí nositelé
- Gaia Mesiah – česká rocková kapela
- Eliška Gaia Fuchs-Blovská, její rodiče se jí pokoušeli dát jméno Půlnoční Bouře.

## Souvislé články
- Gaia